# Neil Robertson (snooker)
Pour les articles homonymes, voir Neil Robertson et Robertson.
Neil Robertson est un joueur de snooker australien né le 11 février 1982 à Melbourne. 
Il intègre pour la première fois le top 16 mondial lors de la saison 2006-2007 et remporte en 2010 le championnat du monde, devenant ainsi le premier joueur australien à réaliser cette performance. Par la suite, Robertson devient le huitième numéro un mondial de sa discipline après une victoire sur Ronnie O'Sullivan lors de l'Open mondial 2010. Il fait également partie des treize joueurs de snooker ayant achevé une triple couronne, à savoir s'être imposé au championnat du monde, au championnat du Royaume-Uni et au Masters. Il totalise 26 victoires en tournois classés, figurant dans le top 5 des joueurs les plus titrés de l'histoire dans cette catégorie de tournois.
Premier joueur à réaliser cent centuries en une saison, il est reconnu comme l'un des meilleurs joueurs non britannique de l'histoire du snooker.

## Carrière

### Premières années (1997-2006)
Passé professionnel en 1998, Robertson connait des succès sur les tournois pour jeunes et remporte en 2003 le championnat du monde des moins de 21 ans. En 1997, alors âgé de 17 ans, il passe tout proche de la qualification pour le championnat du monde. Il fait également sa première apparition au Masters après avoir remporté le tournoi de qualification en 2003. Il perd néanmoins lors de son premier match contre Jimmy White.  
Lors de la saison 2004-2005, Robertson entre dans le top 32 du classement mondial, grâce à une qualification régulière pour les tournois de classement. Il parvient même à se qualifier pour le championnat du monde 2005, où il s'incline contre Stephen Hendry (10-7). La saison suivante, il fait ses premiers pas dans le top 16 du classement, avec notamment un quart de finale au championnat du monde 2006. 

### Premières victoires en tournois (2006-2009)
Il connait ses premiers succès sur le circuit professionnel en 2006 lorsqu'il remporte sa première victoire en tournoi classé face à Jamie Cope au Grand Prix à Aberdeen, en Écosse. La même année, Robertson remporte un deuxième tournoi comptant pour le classement lors de l'Open du pays de Galles. Il y bat notamment Stephen Hendry et Ronnie O'Sullivan avant de prendre le meilleur sur Andrew Higginson en finale. Ces deux victoires lui permettent une entrée dans le top 10 en fin de saison. 
Lors de la saison 2008-2009, Robertson remporte son troisième succès majeur au Bahreïn, en battant Matthew Stevens en finale du championnat. Cette même saison, il se hisse jusqu'à la demi-finale au championnat du monde, grâce à des victoires aux dépens de Steve Davis, Ali Carter et Stephen Maguire. Robertson met en œuvre une partie accrochée face à Shaun Murphy, mais à 14 manches partout, c'est l'Anglais qui s'échappe au score, et qui s'impose (17 manches à 14).

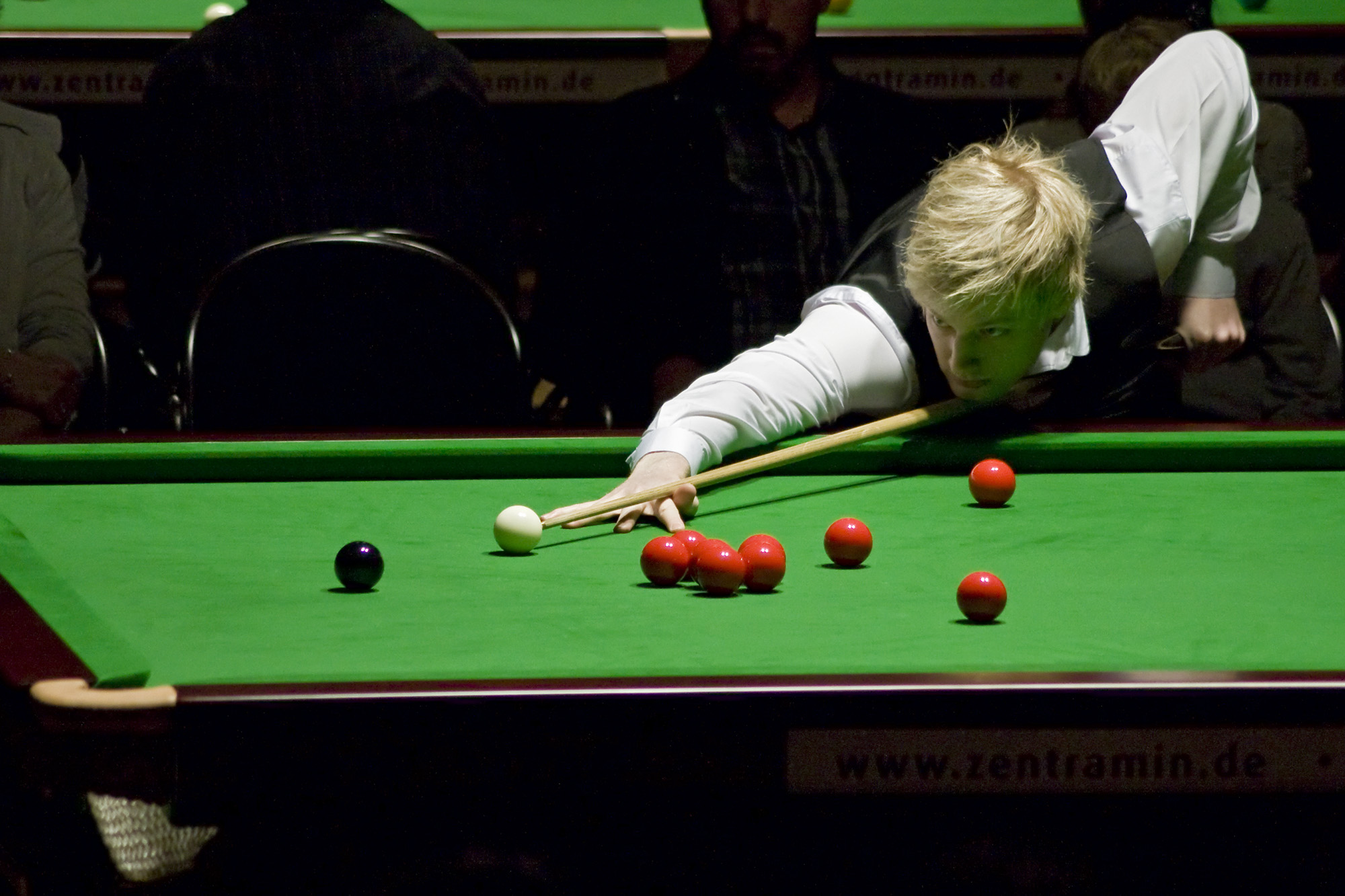
Neil Robertson à la table, lors du classique Paul Hunter en 2010.

### Champion du monde en 2010 et première place mondiale
Il remporte le championnat du monde après une année marquée par un quatrième succès en tournoi classé lors du Grand Prix. Au championnat, il est opposé au premier tour à Fergal O'Brien qu'il domine sans problème (10-5). Au deuxième tour, il retrouve le qualifié Martin Gould. L'Australien parvient à inverser une situation plus que mal embarquée ; après avoir perdu les six premières manches, puis après avoir été mené par 11-5, il parvient à s'imposer à la manche décisive pour rejoindre les quarts de finale. En quart de finale, il écrase le sextuple champion du monde Steve Davis (13-5). En demi-finale, il est convié à affronter le 5e joueur mondial, Ali Carter. Robertson l'emporte sur le score de 17-12 et devient ainsi le premier joueur australien à rejoindre la finale du championnat du monde. En finale, il retrouve le vainqueur de l'édition 2006, Graeme Dott. Il le bat par 18 manches à 13 et devient ainsi le tout premier australien à remporter le championnat du monde dans l'ère moderne. Par ailleurs, Neil est seulement le quatrième vainqueur qui ne soit pas d'origine britannique, les autres étant Horace Lindrum (Australie), Cliff Thorburn (Canada) et Ken Doherty (Irlande). Il devient également pour la première fois no 1 mondial après s'être imposé à l'Open mondial, trois mois après sa victoire au Crucible.

### Triple couronne et record du nombre de centuries en une saison (2011-2014)

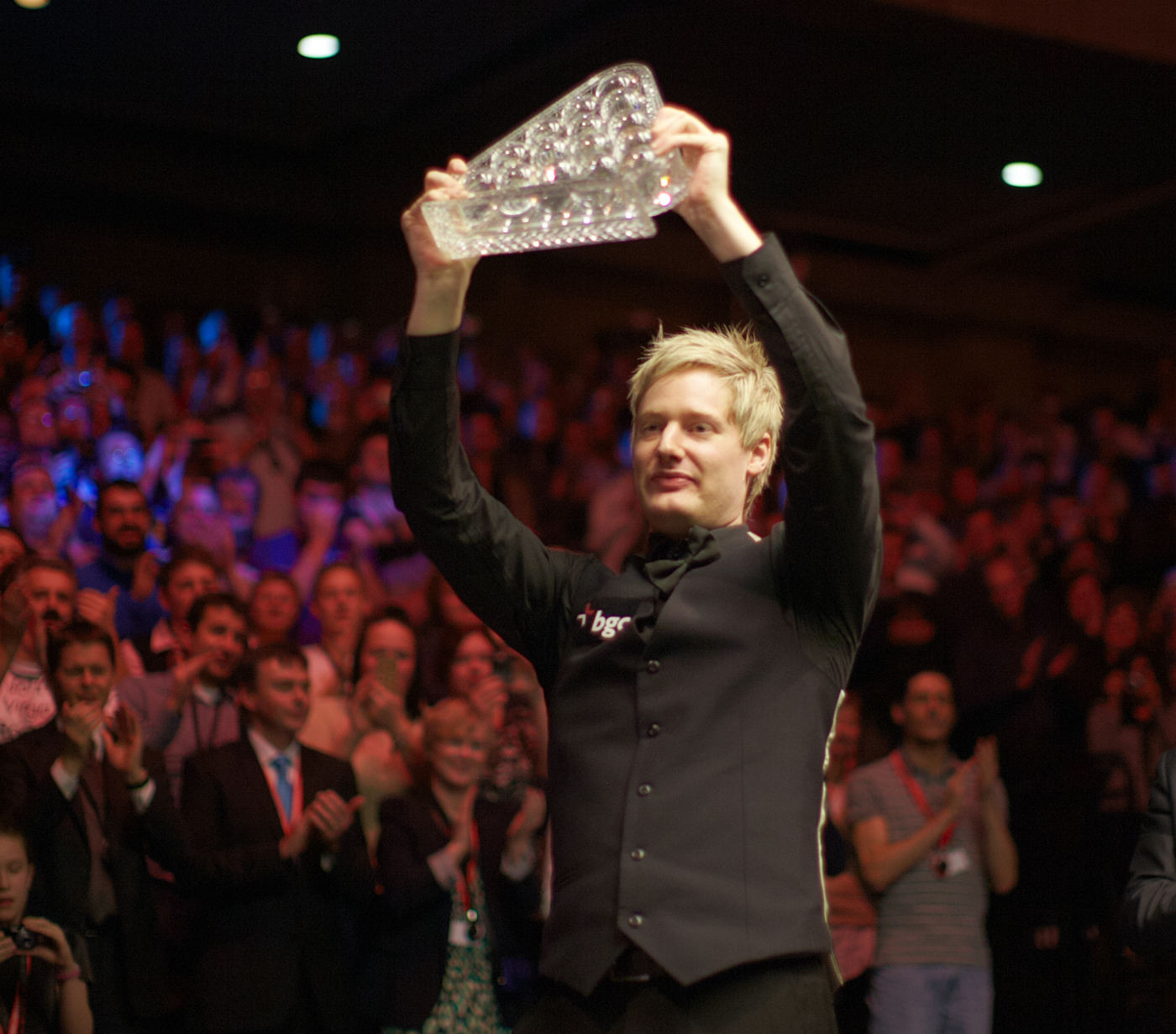
Neil Robertson, soulevant le titre de Masters, en 2012.

L'année 2012 est marquée par une victoire au Masters aux dépens de Shaun Murphy 10 manches à 6. Quelques mois après cette victoire, Robertson perd la première finale classée de sa carrière sur l'épreuve finale du championnat du circuit des joueurs. Toujours en 2012, il perd en finale du championnat international. En 2013, Robertson complète sa triple couronne grâce à une victoire au championnat du Royaume-Uni, dominant l'Anglais Mark Selby en finale par 10 manches à 7 malgré et après avoir été mené 5 manches à 1. Il devient le seul joueur d'origine non britannique à réussir cette performance. En fin de saison, il perd une deuxième finale consécutive sur l'épreuve finale du championnat du circuit des joueurs. En 2013, il remporte deux nouveaux tournois classés ; l'Open de Chine et le Classique de Wuxi. La même année, il échoue sur une nouvelle finale, cette fois-ci à domicile contre Marco Fu.
En 2014, Robertson totalise plus de 100 century breaks en une seule saison, une première dans l'histoire de cette discipline. C'est d'ailleurs en 2014 qu'il remporte un nouveau tournoi majeur lors du Classique de Wuxi et qu'il perd deux nouvelles finales (Open de Chine et Open d'Australie). de Le 6 décembre 2015, il remporte un deuxième succès au championnat du Royaume-Uni (en) en s'imposant sur Liang Wenbo en finale sur le score de 10 manches à 5. Il réalise notamment un 147 lors de la sixième manche de la rencontre. En fin de saison, il perd une première finale à l'Open du pays de Galles contre Ronnie O'Sullivan (9-5).

### Maintien malgré quelques inconstances (depuis 2015)

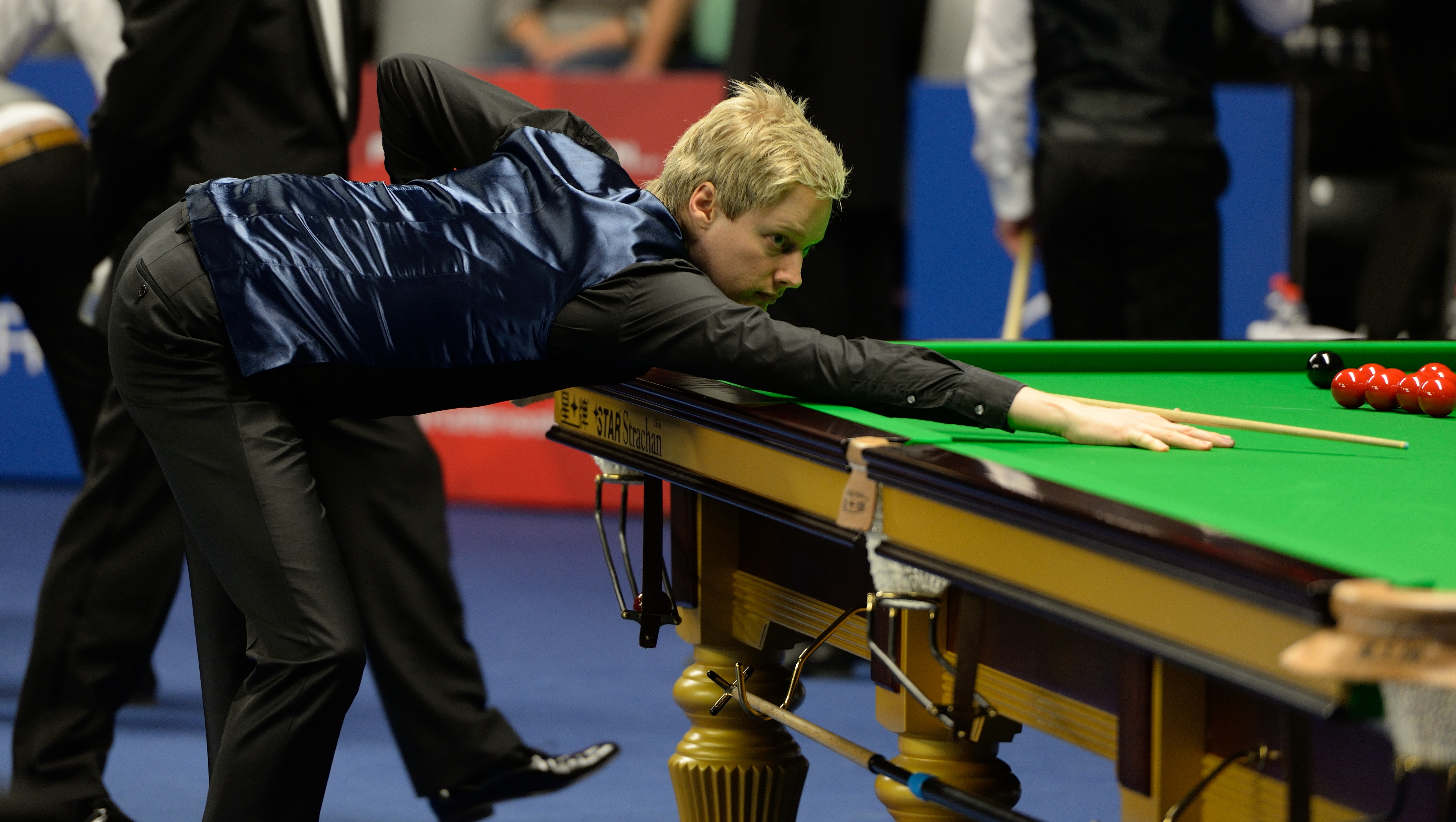
Neil Robertson au Masters d'Allemagne 2015.

Les deux saisons suivantes s'avèrent moins bonnes. Il remporte tout de même en 2016 le Masters de Riga (tournoi classé) et en 2017 le Masters de Hong Kong (tournoi non-classé) et l'Open d'Écosse (tournoi classé). En 2018, il enregistre une nouvelle victoire sur un tournoi classé au Masters de Riga. Robertson remporte son quinzième titre classé du côté de Cardiff à l'occasion de l'Open du pays de Galles. Il bat également Jack Lisowski en finale de l'Open de Chine et remporte la dotation exceptionnelle de 225 000 £. Au cours de la seule saison 2018-2019, l'Australien dispute six finales de suite dans des tournois classés et en remporte trois. Il perd en revanche les finales du côté du championnat international, du championnat des joueurs et du championnat du circuit. Le 10 novembre 2019, il remporte le titre lors du tournoi du champion des champions en battant Judd Trump au terme d'une finale serrée conclue à la manche décisive (10-9). Au cours de la rencontre, Robertson réalise 5 century breaks, lui offrant un avantage certain pour la victoire. Il égalise à 9-9 dans une manche où il était mené 69-0.
Robertson débute brillamment l'année 2020 par trois finales disputées consécutivement sur des tournois comptant pour le classement mondial. Il remporte le Masters d'Europe en dominant son adversaire Zhou Yuelong en finale 9 manches à 0. Il s'agissait d'ailleurs d'une première depuis 1989. Il perd ensuite en finale du Masters d'Allemagne contre Judd Trump (9-6). Une semaine plus tard, il remporte un nouveau tournoi classé au Grand Prix mondial face à Graeme Dott. En octobre, il atteint une nouvelle finale de classement à l'Open d'Angleterre, mais s'incline cependant contre Judd Trump (9-8), malgré avoir mené 7-4.

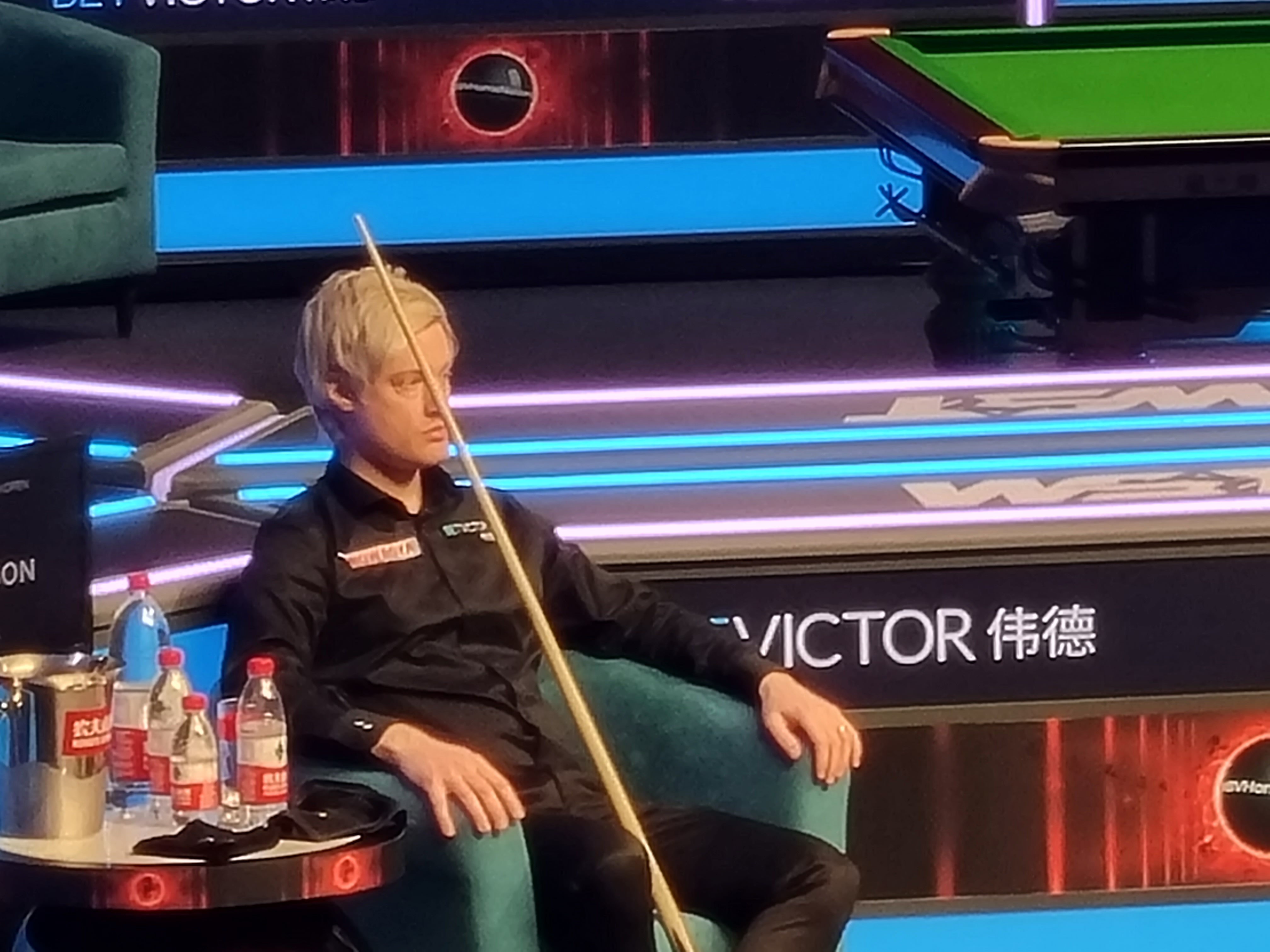
Neil Robertson lors de l'Open du pays de Galles en 2022.

Pendant la saison 2020-2021, Robertson s'adjuge un troisième titre au championnat du Royaume-Uni (victoire contre Judd Trump dans la manche décisive) et gagne le championnat du circuit contre Ronnie O'Sullivan. Il échoue également en finale à l'Open d'Angleterre et au tournoi des champions, battu par Trump et Mark Allen,. C'est donc logiquement qu'il se présente au championnat du monde en tant que sérieux prétendant à la victoire. Toutefois, il s'incline en quart de finale pour la troisième année consécutive.
Pendant la saison suivante, Robertson ajoute trois titres classés à son palmarès (l'Open d'Angleterre, le championnat des joueurs et le championnat du circuit pour la deuxième année consécutive), dépassant la barre des vingt titres classés en carrière. En janvier, il s'empare d'un deuxième titre au Masters de snooker, où il inflige une lourde défaite à Barry Hawkins en finale (10-4). Robertson dispute également une quatrième finale classée à l'occasion du Grand Prix mondial, qu'il perd contre O'Sullivan,.
Neil Robertson doit affronter une période plus délicate de plus de deux ans, durant laquelle il n'atteint pas la moindre finale en tournoi de classement. En avril 2024, il s'incline en qualifications du championnat du monde, ratant ainsi l'épreuve principale pour la première fois depuis 2004. Robertson chute à la 28e place mondiale, son plus bas classement depuis 2006. Face à cette difficulté, l'Australien indique avoir redoublé d'effort pendant l'intersaison. Son travail paye assez rapidement puisqu'il remporte une nouvelle épreuve de classement, sur sa troisième tentative, lors de l'Open d'Angleterre. Il réintègre immédiatement le top 16 du classement mondial.
En mars 2025, l'Australien remporte son deuxième titre au Grand Prix mondial et se rapproche à nouveau du top 10 mondial. En finale, il tient sa réputation d'excellent finisseur en étrillant Stuart Bingham sur le score de 10-0. En août 2025, Robertson s'adjuge le fastueux titre de champion du Masters d'Arabie saoudite, où il domine Ronnie O'Sullivan en finale (10-9). Ce succès lui permet de se sécuriser à nouveau dans le top 3 mondial.

## Technique et style de jeu

### Technique
Lors du championnat du Royaume-Uni 2020, la légende Ronnie O'Sullivan explique que Neil Robertson possède sans doute le meilleur « cue action » du circuit[réf. nécessaire]. Son œil directeur droit donne l'impression que sa tête est en léger déséquilibre vers la gauche lors de l'exécution de ses coups.

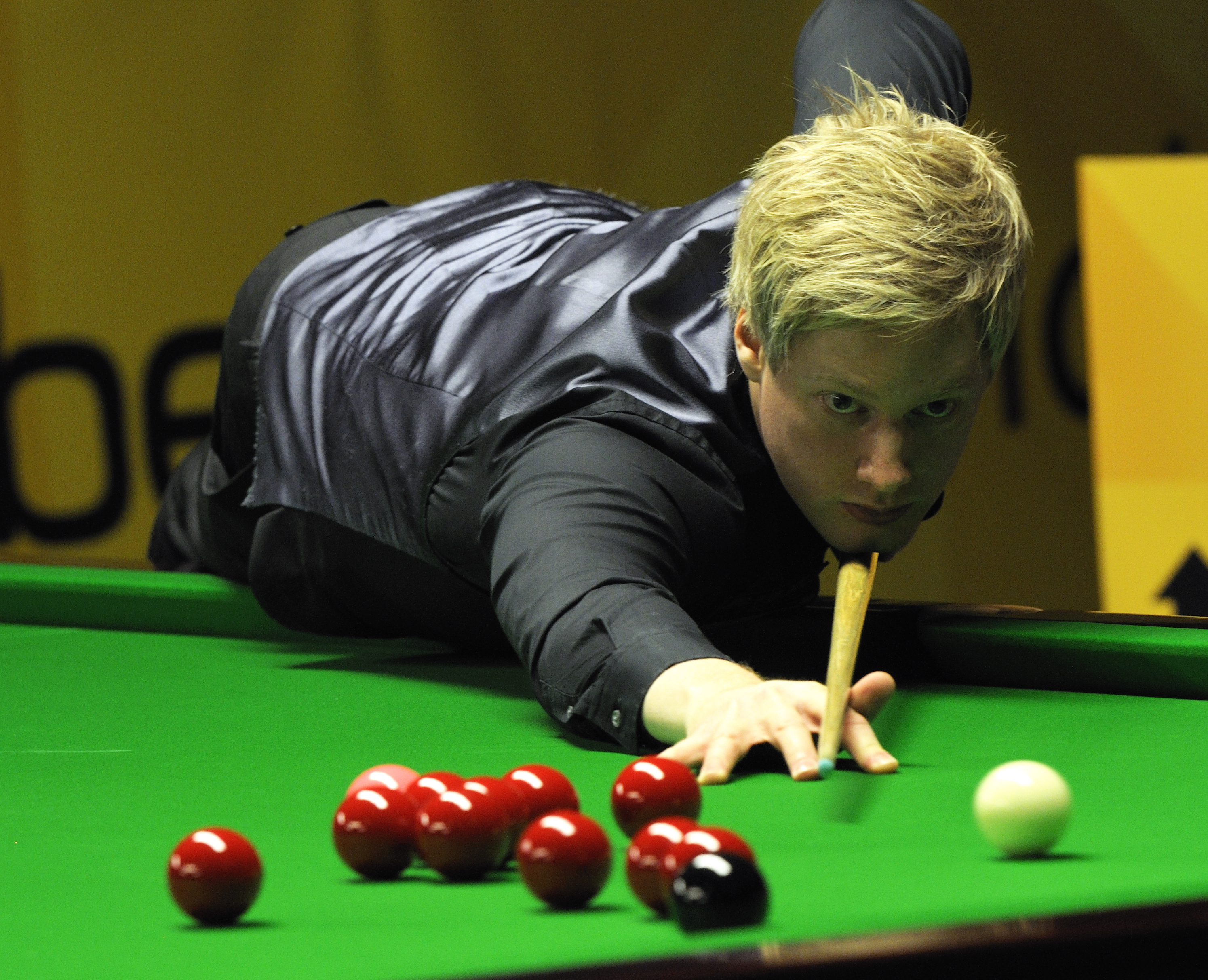
Neil Robertson de face (Masters d'Allemagne 2013).
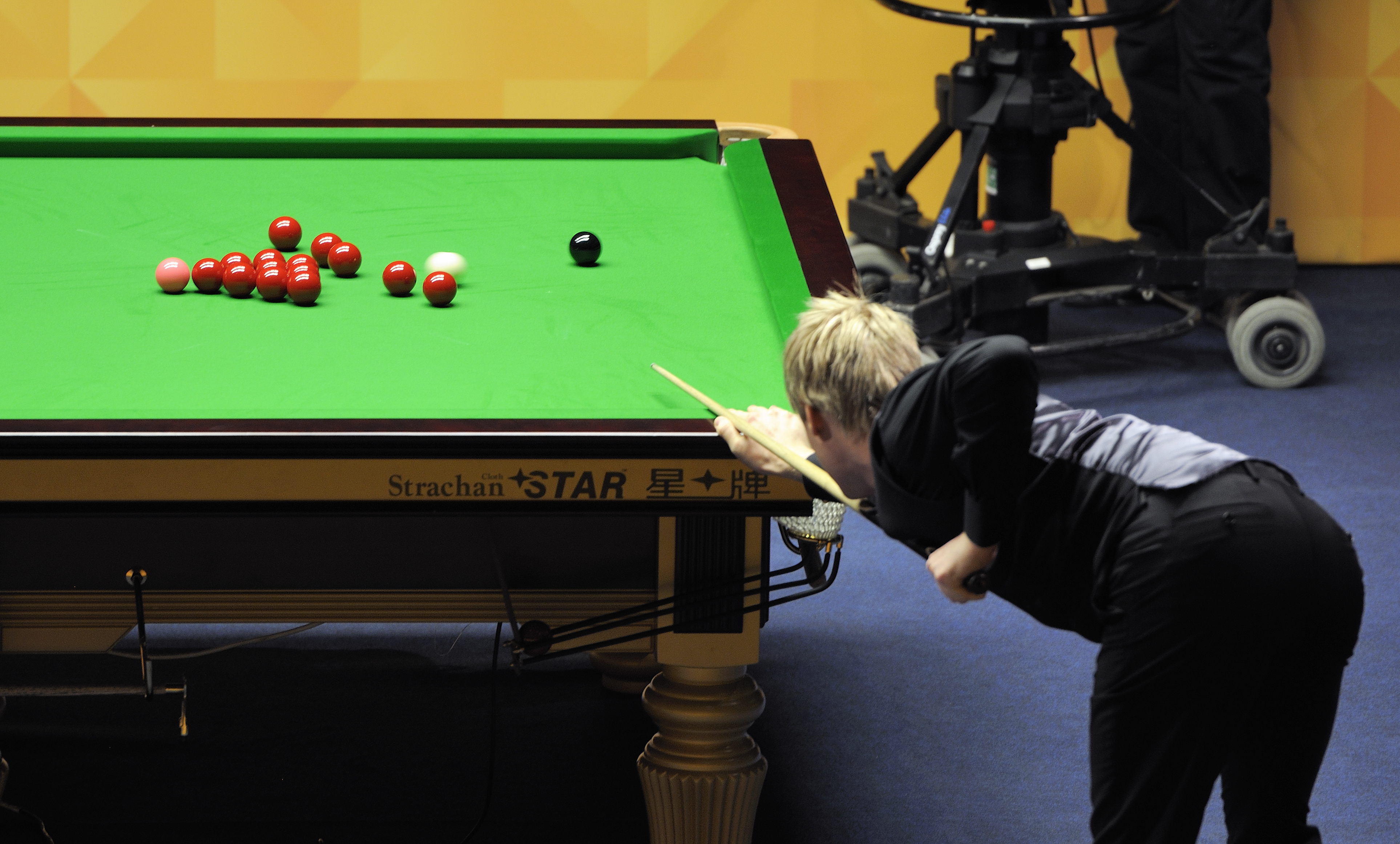
Technique de Neil Robertson (vue de l'arrière), au Masters d'Allemagne 2013.
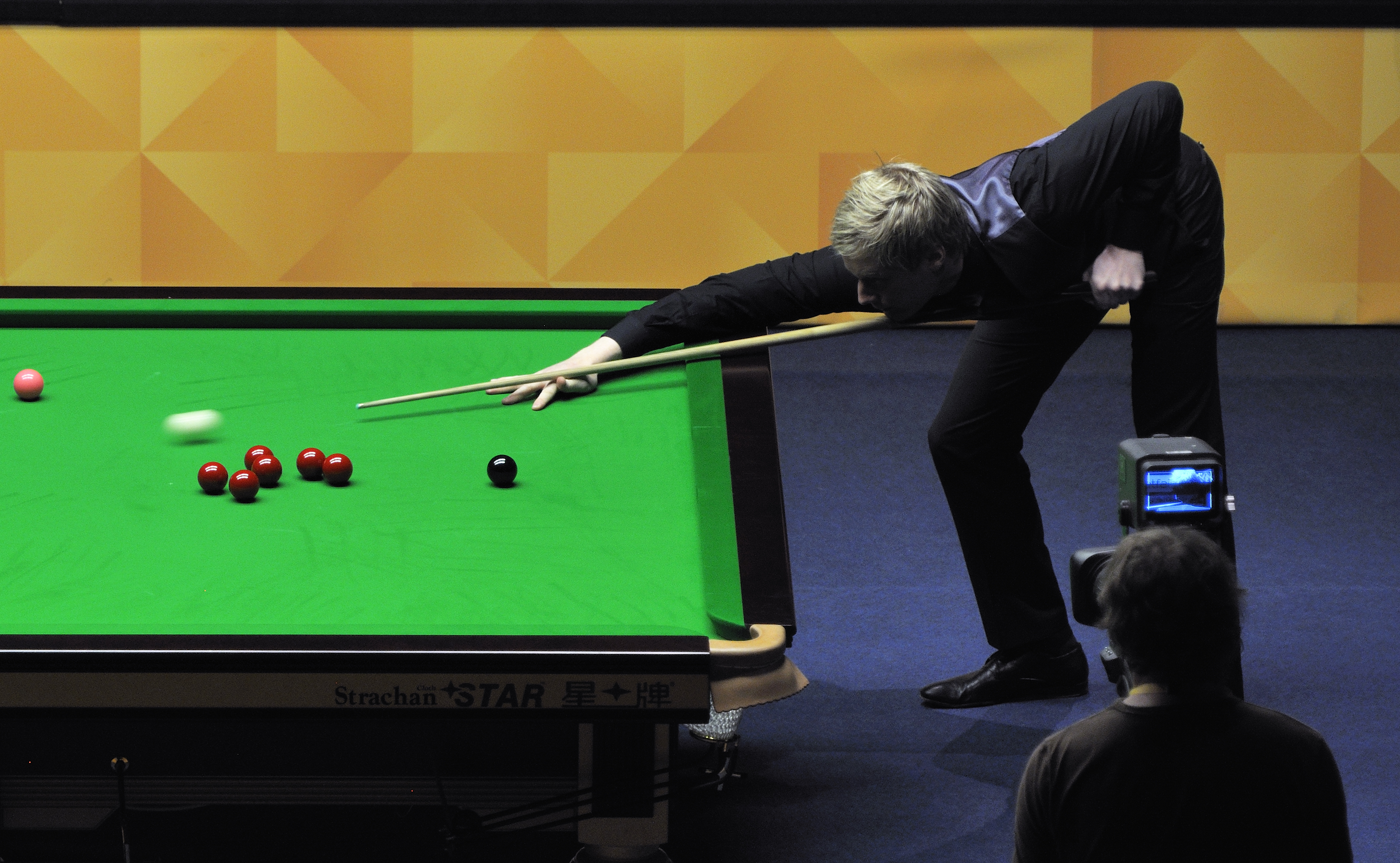
Technique de Neil Robertson (vue de côté), Masters d'Allemagne 2013.
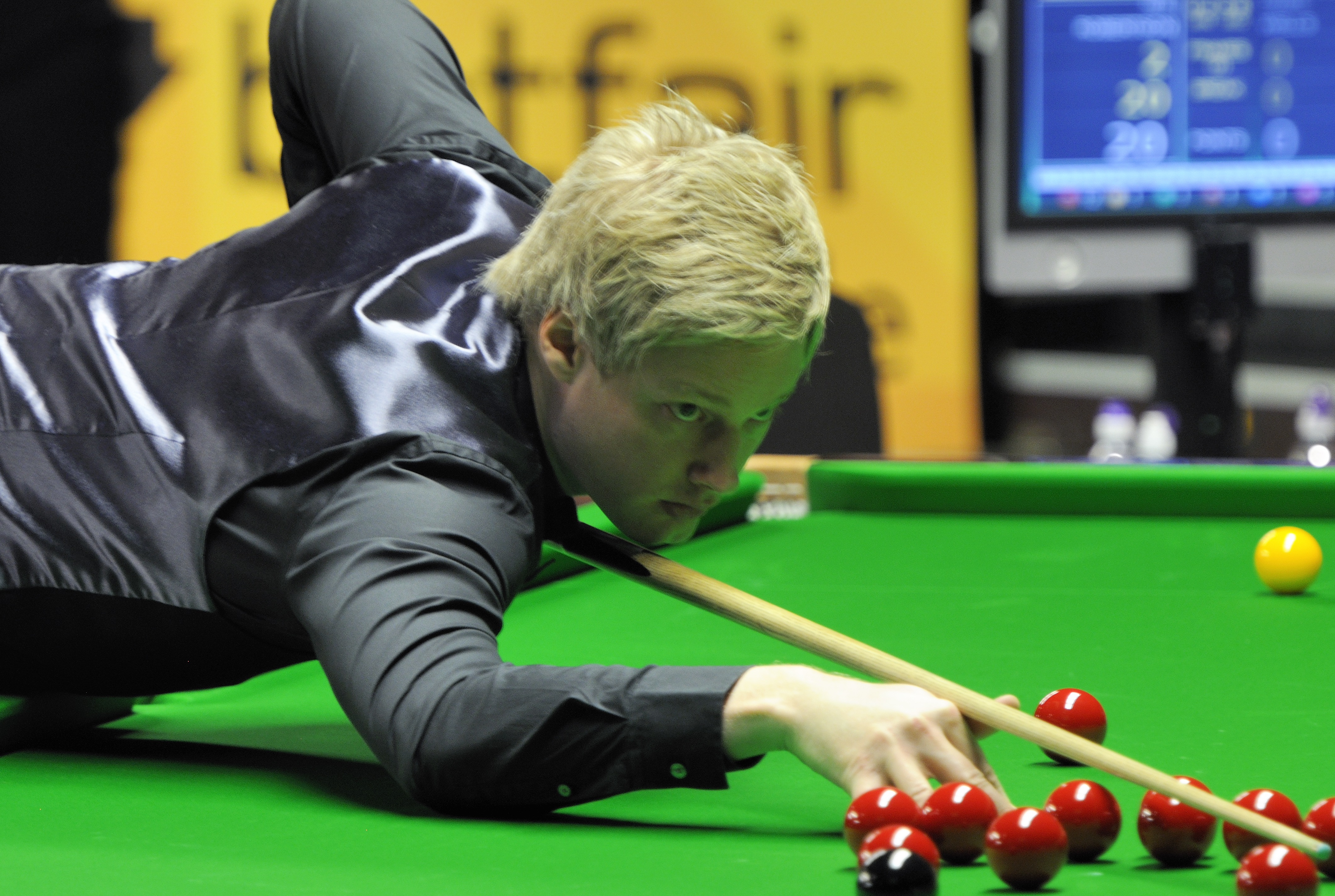
Robertson jouant un coup en chevalet (Masters d'Allemagne 2013).
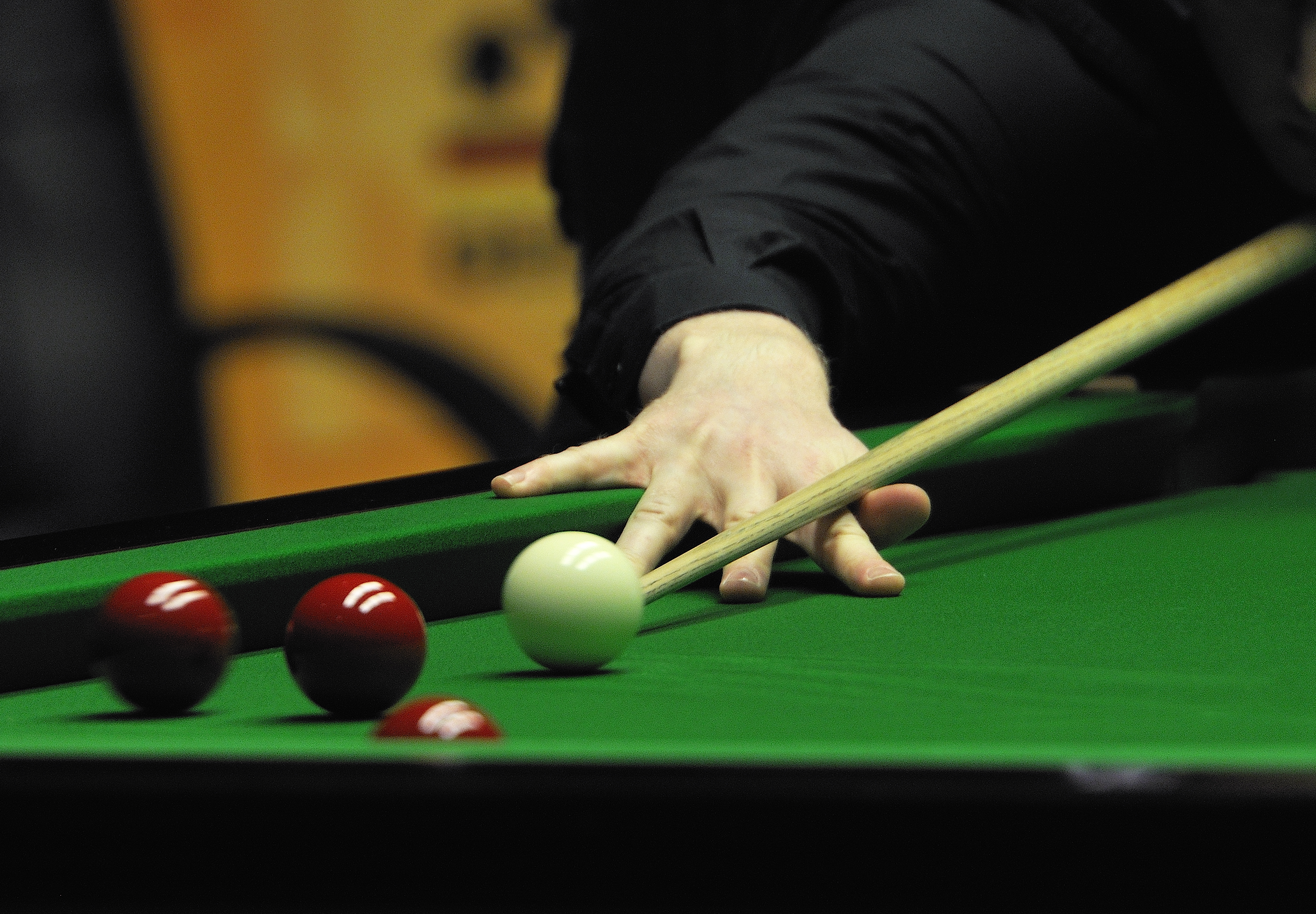
Robertson jouant un coup le long de la bande (Masters d'Allemagne 2013).
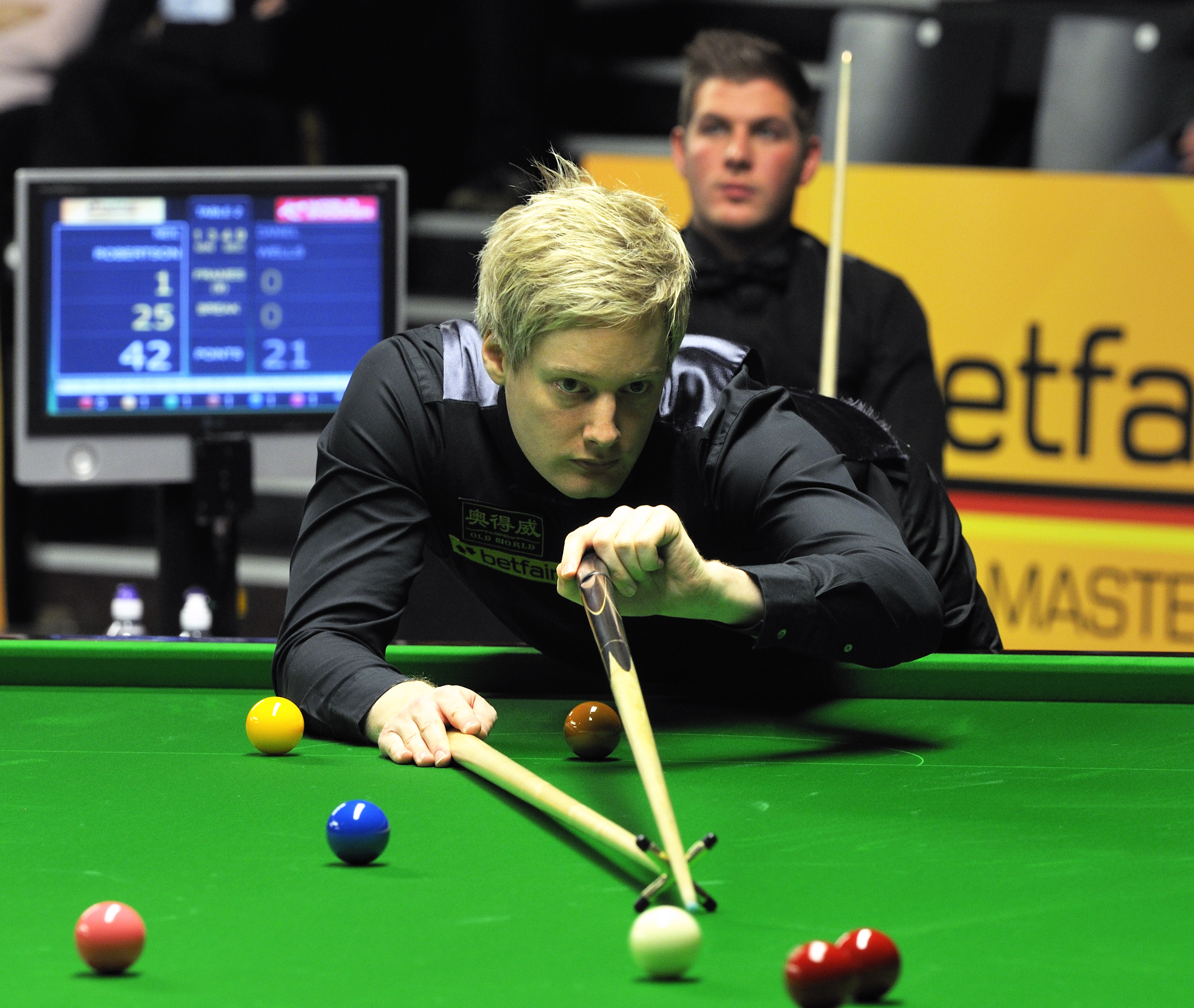
Robertson jouant avec le reposoir (Masters d'Allemagne 2013).

### Style de jeu
Réputé pour être un joueur d'attaque, Robertson fait partie des meilleurs « break-builders » du circuit, ayant réussi plus de 900 fois un century en compétition professionnelle. Champion du monde en 2010, il inscrit davantage son empreinte dans le monde du snooker en 2014, lorsqu'il réalise pas moins de 103 centuries en une seule saison (saison 2013-2014).

## Vie personnelle
Né à Melbourne, il est maintenant résidant de Cambridge en Angleterre. Par ailleurs, il pratique régulièrement à Leicester avec Mark Selby.
Il est père de deux enfants ; respectivement nés en 2008 et 2019. Robertson est végétalien depuis 2014. Il  explique toutefois que le matériel qu'il utilise, notamment au snooker, n'est pas compatible avec un mode de vie végane.
Il est ami avec l'ancien footballeur John Terry.
Grand passionné des jeux vidéo, Robertson a avoué y consacrer beaucoup moins de temps depuis 2017, expliquant que cela lui avait déjà joué des mauvais tours dans le passé.
En juin 2016, il devient ambassadeur d'une application de snooker.

## Palmarès

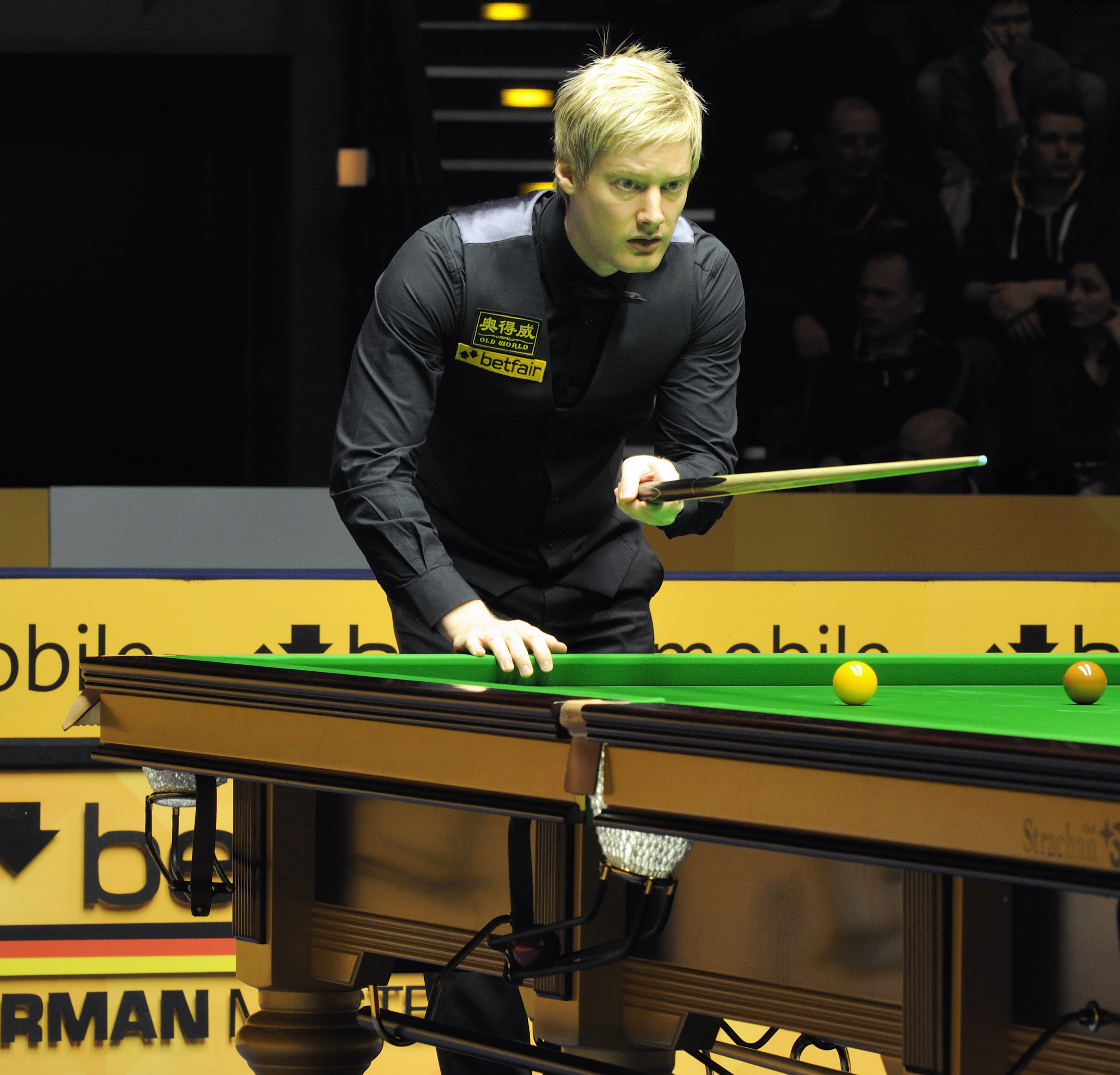
Robertson au Masters d'Allemagne 2013.

| Légende | Catégorie                      | Titres                         | Finales                        |
|         | Tournois classés               | 26                             | 13                             |
|         | Tournois classés mineurs       | 4                              | 1                              |
|         | Tournois non classés           | 7                              | 4                              |
|         | Tournois en équipes            | 2                              | 0                              |
|         | Tournois pro-am                | 0                              | 2                              |
|         | Tournois alternatifs           | 0                              | 1                              |
|         | Tournois amateurs              | 24                             | 0                              |
| Gras    | Tournois de la triple couronne | Tournois de la triple couronne | Tournois de la triple couronne |

### Titres

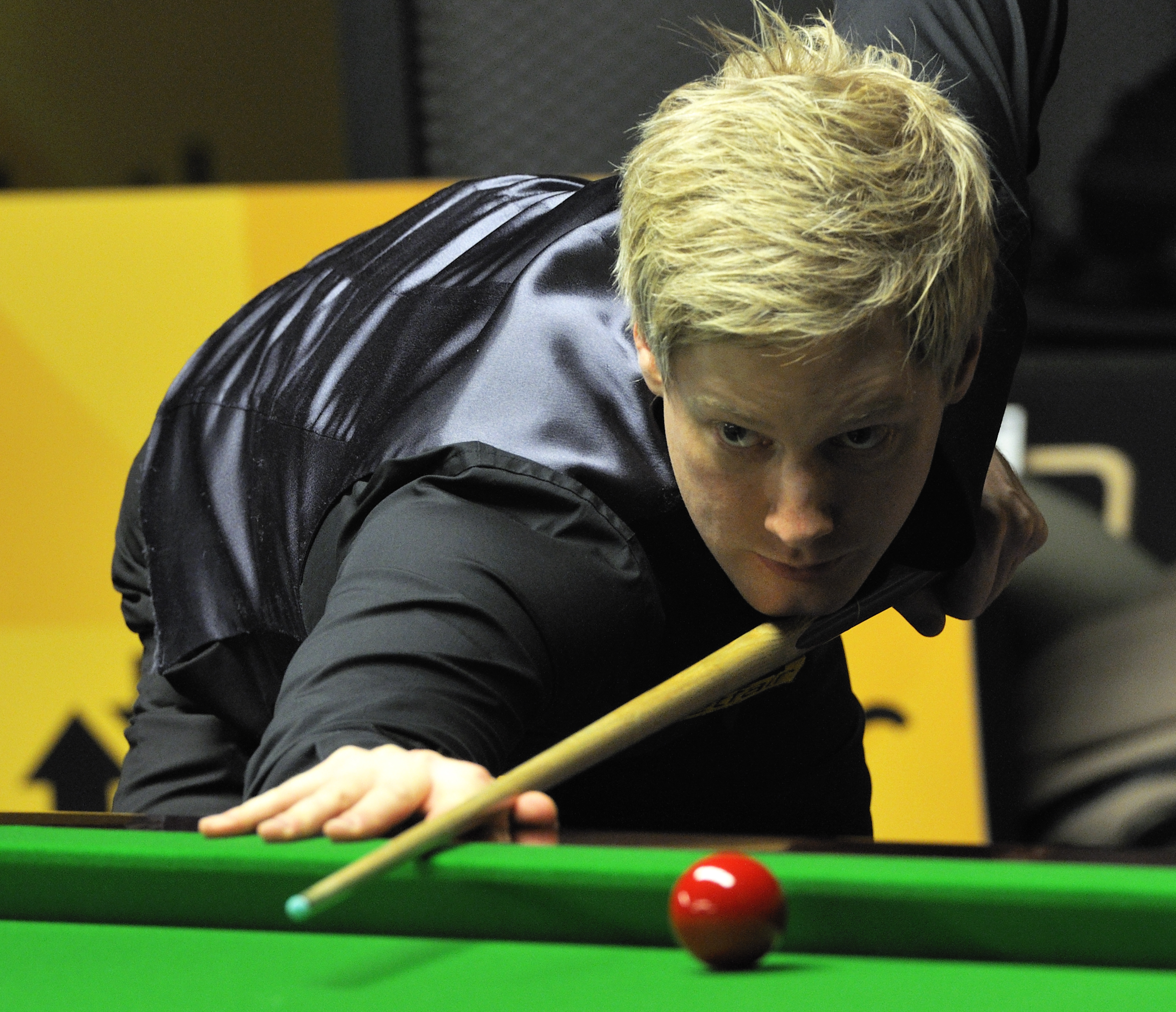
Robertson à la table.

| Saison    | Nom du tournoi                                                    | Lieu          | Finaliste                | Score | Tableau |
| 2003-2004 | Tournoi de qualification aux Masters                              | Prestatyn     | Dominic Dale             | 6-5   |         |
| 2006-2007 | Grand Prix                                                        | Aberdeen      | Jamie Cope               | 9–5   | Tableau |
| 2006-2007 | Open du pays de Galles                                            | Newport       | Andrew Higginson         | 9–8   | Tableau |
| 2008      | Championnat du monde par équipes mixtes (avec Reanne Evans)       |               | Joe Perry Leah Willett   | 3-1   |         |
| 2008-2009 | Championnat de Bahreïn                                            | Manama        | Matthew Stevens          | 9–7   | Tableau |
| 2009-2010 | Grand Prix (2)                                                    | Glasgow       | Ding Junhui              | 9–4   | Tableau |
| 2009-2010 | Championnat du monde                                              | Sheffield     | Graeme Dott              | 18–13 | Tableau |
| 2010-2011 | Open mondial (3)                                                  | Glasgow       | Ronnie O'Sullivan        | 5-1   | Tableau |
| 2011-2012 | Classique de Varsovie                                             | Varsovie      | Ricky Walden             | 4-1   | Tableau |
| 2011-2012 | Trophée international Alex Higgins                                | Killarney     | Judd Trump               | 4-1   | Tableau |
| 2011-2012 | Masters                                                           | Londres       | Shaun Murphy             | 10-6  | Tableau |
| 2012-2013 | Coupe générale                                                    | Hong Kong     | Ricky Walden             | 7-6   |         |
| 2012-2013 | Open de Gdynia                                                    | Gdynia        | Jamie Burnett            | 4-3   | Tableau |
| 2012-2013 | Open de Chine                                                     | Pékin         | Mark Selby               | 10-6  | Tableau |
| 2013-2014 | Classique de Wuxi                                                 | Wuxi          | John Higgins             | 10-7  | Tableau |
| 2013-2014 | Championnat du Royaume-Uni                                        | York          | Mark Selby               | 10-7  | Tableau |
| 2014-2015 | Classique de Wuxi (2)                                             | Wuxi          | Joe Perry                | 10-9  | Tableau |
| 2014-2015 | Open de Gdynia (2)                                                | Gdynia        | Mark Williams            | 4-0   | Tableau |
| 2015-2016 | Champion des champions                                            | Coventry      | Mark Allen               | 10-5  | Tableau |
| 2015-2016 | Championnat du Royaume-Uni (2)                                    | York          | Liang Wenbo              | 10-5  | Tableau |
| 2016-2017 | Masters de Riga                                                   | Riga          | Michael Holt             | 5-2   | Tableau |
| 2017-2018 | Masters de Hong Kong                                              | Hong Kong     | Ronnie O'Sullivan        | 6-3   | Tableau |
| 2017-2018 | Open d'Écosse                                                     | Glasgow       | Cao Yupeng               | 9-8   | Tableau |
| 2018-2019 | Masters de Riga (2)                                               | Riga          | Jack Lisowski            | 5-2   | Tableau |
| 2018-2019 | Open du pays de Galles (2)                                        | Cardiff       | Stuart Bingham           | 9–7   | Tableau |
| 2018-2019 | Open de Chine (2)                                                 | Pékin         | Jack Lisowski            | 11-4  | Tableau |
| 2019-2020 | Champion des champions (2)                                        | Coventry      | Judd Trump               | 10-9  | Tableau |
| 2019-2020 | Masters d'Europe                                                  | Dornbirn      | Zhou Yuelong             | 9-0   | Tableau |
| 2019-2020 | Grand Prix mondial                                                | Cheltenham    | Graeme Dott              | 10-8  | Tableau |
| 2020-2021 | Championnat du Royaume-Uni (3)                                    | Milton Keynes | Judd Trump               | 10-9  | Tableau |
| 2020-2021 | Championnat du circuit                                            | Newport       | Ronnie O'Sullivan        | 10-4  | Tableau |
| 2021-2022 | Open d'Angleterre                                                 | Milton Keynes | John Higgins             | 9-8   | Tableau |
| 2021-2022 | Masters (2)                                                       | Londres       | Barry Hawkins            | 10-4  | Tableau |
| 2021-2022 | Championnat des joueurs                                           | Wolverhampton | Barry Hawkins            | 10-5  | Tableau |
| 2021-2022 | Championnat du circuit (2)                                        | Llandudno     | John Higgins             | 10-9  | Tableau |
| 2022-2023 | Championnat du monde par équipes mixtes (2) (avec Mink Nutcharut) | Milton Keynes | Mark Selby Rebecca Kenna | 4-2   |         |
| 2024-2025 | Open d'Angleterre (2)                                             | Brentwood     | Wu Yize                  | 9-7   | Tableau |
| 2024-2025 | Grand Prix mondial (2)                                            | Hong Kong     | Stuart Bingham           | 10-0  | Tableau |
| 2025-2026 | Masters d'Arabie Saoudite                                         | Djeddah       | Ronnie O'Sullivan        | 10-9  | Tableau |

### Finales perdues
| Saison    | Nom du tournoi                         | Lieu          | Finaliste         | Score | Tableau |
| 2007-2008 | Open d'Angleterre Paul Hunter          | Leeds         | Matthew Couch     | 5-6   |         |
| 2010-2011 | Open d'Autriche                        | Wels          | Judd Trump        | 5-6   |         |
| 2011-2012 | Championnat du circuit des joueurs     | Galway        | Stephen Lee       | 0-4   | Tableau |
| 2012-2013 | Championnat international              | Chengdu       | Judd Trump        | 8-10  | Tableau |
| 2012-2013 | Masters                                | Londres       | Mark Selby        | 6-10  | Tableau |
| 2012-2013 | Championnat du circuit des joueurs (2) | Galway        | Ding Junhui       | 3-4   | Tableau |
| 2013-2014 | Open de Bulgarie                       | Sofia         | John Higgins      | 1-4   | Tableau |
| 2013-2014 | Open d'Australie                       | Bendigo       | Marco Fu          | 6-9   | Tableau |
| 2013-2014 | Coupe générale                         | Hong Kong     | Mark Davis        | 2-7   |         |
| 2013-2014 | Championnat du monde à six billes      | Bangkok       | Mark Davis        | 4-8   |         |
| 2013-2014 | Open de Chine                          | Pékin         | Ding Junhui       | 5-10  | Tableau |
| 2014-2015 | Open d'Australie (2)                   | Bendigo       | Judd Trump        | 5-9   | Tableau |
| 2014-2015 | Masters (2)                            | Londres       | Shaun Murphy      | 2-10  | Tableau |
| 2015-2016 | Open du pays de Galles                 | Cardiff       | Ronnie O'Sullivan | 5-9   | Tableau |
| 2018-2019 | Championnat international (2)          | Daqing        | Mark Allen        | 5-10  | Tableau |
| 2018-2019 | Championnat des joueurs (3)            | Preston       | Ronnie O'Sullivan | 4-10  | Tableau |
| 2018-2019 | Championnat du circuit                 | Llandudno     | Ronnie O'Sullivan | 11-13 | Tableau |
| 2019-2020 | Masters d'Allemagne                    | Berlin        | Judd Trump        | 6-9   | Tableau |
| 2020-2021 | Open d'Angleterre                      | Milton Keynes | Judd Trump        | 8-9   | Tableau |
| 2020-2021 | Champion des champions                 | Milton Keynes | Mark Allen        | 6-10  | Tableau |
| 2021-2022 | Grand Prix mondial                     | Coventry      | Ronnie O'Sullivan | 8-10  | Tableau |

### Titres amateurs
- Championnat d'Australie des moins de 21 ans - 2000 et 2003
- Championnat d'Océanie - 2000
- Championnat Sud Australien - 2001
- Championnat de Victoria - 2001 et 2002
- Championnat d'Australie - 2002
- Mémorial Fred Osborne - 2002 et 2004
- Classique Lance Pannell - 2002 et 2004
- Classique du Central Coast Leagues Club - 2003, 2004, 2006 et 2007
- Championnat du monde des moins de 21 ans - 2003
- International de la Côte Ouest - 2004, 2005, 2006 et 2007
- Coupe des rois d'Australie - 2006 et 2008
- Championnat de la ville de Melbourne - 2008 et 2009